# معركة سراقب
بدأت معركة سراقب بعد أحد عشر يوماً من انتصار الجيش السوري في معركة إدلب الأولى في مارس 2012، حيث استعادوا مرة أخرى المدينة الرئيسية لمحافظة إدلب. اعتبرت سراقب نقطة إستراتيجية هامة بسبب حجمها، بما أنها ثاني أكبر مدينة في المحافظة، وموقعها الجغرافي عند تقاطع طريقين سريعين يتجهان إلى حلب: واحد إلى الجنوب نحو حماة وحمص ودمشق، والآخر يتجه غرباً صوب اللاذقية. كما واستخدمت كقاعدة لشن هجمات على القوافل العسكرية.
في 24 مارس، قصف الجيش المدينة لفترة وجيزة، بينما كان ينفذ هجوم بري في نفس الوقت. دخل رتل من الدبابات إلى المدينة لمهاجمة دفاعات المتمردين في حين قاد سلاح المشاة بإسناد من القناصة الموجة الثانية لمتابعة المقاتلين المتبقين. أظهر الجيش السوري الحر مقاومة في اليوم الأول وأتلف دبابة. وأدى القتال إلى مقتل 18 منهم. بعد اليوم الأول، اضطر المتمردون إلى الانسحاب من المدينة بعد تولي الجيش السيطرة عليها بالكامل. اتهمت جهة معارضة الجيش بحرق معظم المحلات التجارية في البلدة، ودعا المراقبين للقدوم إلى المدينة. بعد المعركة، بحثت قوات الأمن وميليشيات الشبيحة عن المتمردين المشتبه فيهم وألقت القبض على مالا يقل عن 24 وقامت بإعدامهم.
في 28 مارس، واصل الجيش هجومه وأحكم السيطرة على خان السبل، وهي قرية قريبة من سراقب. القناة العربية الإخبارية الجزيرة أظهرت لقطات فيديو لتدمير المدينة أثناء المعركة التي أسفرت عن مصرع العشرات من المسلحين والمدنيين.

## النتائج المترتبة
في 1 نوفمبر 2012 هاجم المتمردون ثلاث، وسيطروا على الأقل على أحد حواجز الجيش، على طريق سراقب، مما أسفر عن مصرع 8 جنود و7 متمردين. أسر المتمردين وقتلوا جنديين حكوميين، وقاموا بضربهم ومن ثم إعدامهم بأسلحة أوتوماتيكية. في 2 نوفمبر، انسحب الجيش السوري تماماً من سراقب. بعد السيطرة على سراقب، بدأ الجيش السوري الحر بقصف قاعدة تفتناز الجوية للطائرات المروحية التابعة للجيش السوري.

## روابط خارجية
- In Cold Blood، هيومن رايتس ووتش، 10 أبريل 2012.
- They Burned My Heart، هيومن رايتس ووتش، 3 مايو 2012.